# Нелюбова, Ольга Викторовна
О́льга Ви́кторовна Нелю́бова (род. 12 июля 1964, РСФСР) — советская и российская легкоатлетка, специалистка по бегу на средние дистанции. Выступала за сборные России, СНГ и СССР по лёгкой атлетике в 1987—2001 годах, обладательница серебряной медали чемпионата Европы в помещении, победительница и призёрка первенств национального значения, участница ряда крупных международных стартов. Представляла Москву и Московскую область. Мастер спорта России международного класса (1992).

## Биография
Ольга Нелюбова родилась 12 июля 1964 года.
Занималась бегом с 1974 года, была подопечной тренера Я. И. Ельянова.
В 1986 году окончила Московский областной государственный институт физической культуры, где училась на факультете лёгкой атлетики по специальности тренера-преподавателя.
Впервые заявила о себе на всесоюзном уровне в сезоне 1987 года, когда в составе команды РСФСР выиграла золотую медаль в эстафете 4 × 800 метров на чемпионате СССР в Брянске.
На зимнем чемпионате СССР 1988 года в Волгограде взяла бронзу в беге на 1500 метров. Попав в основной состав советской национальной сборной, побывала на чемпионате Европы в помещении в Будапеште, откуда привезла награду серебряного достоинства, выигранную в беге на 800 метров — уступила здесь только представительнице Западной Германии Сабине Цвинер.
В 1989 году стала бронзовой призёркой в беге на 1500 метров на чемпионате СССР в Горьком.
В 1992 году принимала участие в зимнем чемпионате СНГ по лёгкой атлетике в Москве, где выиграла бронзовую медаль на дистанции 1000 метров.
После распада Советского Союза представляла российскую национальную сборную. Так, в 1997 году на чемпионате России в Туле взяла бронзу в дисциплинах 800 и 1500 метров, тогда как на чемпионате мира в Афинах в беге на 1500 метров финишировала в финале седьмой.
В 1998 году на чемпионате России в Москве одержала победу на дистанции 1500 метров и стала бронзовой призёркой на дистанции 800 метров. На последовавшем чемпионате Европы в Будапеште остановилась на предварительном квалификационном этапе.
На чемпионате России 1999 года в Туле была второй в беге на 1500 метров позади Людмилы Рогачёвой. На чемпионате мира в Севилье в той же дисциплине в финал не квалифицировалась.
В 2001 году представляла Россию на чемпионате мира в Эдмонтоне, в дисциплине 1500 метров благополучно преодолела квалификацию, но на стадии полуфиналов на старт не вышла.
Впоследствии неоднократно участвовала в различных ветеранских соревнованиях, работала тренером по лёгкой атлетике, ОФП и бегу.